# Bougy-lez-Neuville
Bougy-lez-Neuville é uma comuna francesa na região administrativa do Centro, no departamento Loiret. Estende-se por uma área de 16,36 km². Em 2010 a comuna tinha 167 habitantes (densidade: 10,2 hab./km²).